# رضا افغانلی
رضا افغانلی بازیگر سینما و تئاتر اهل کشور جمهوری آذربایجان بوده‌است. از فیلم‌هایی که وی بازی کرده‌است می‌توان به فیلم‌های افق جدید، به نام قانون و نبرد در کوهستان اشاره نمود.